# Вольф Филью, Макс
Макс Вольф Филью (порт. Max Wolff Filho; 29 июля 1912 — 12 апреля 1945) — бразильский военный немецкого происхождения, сержант Бразильского экспедиционного корпуса и участник боёв Второй мировой войны в Италии.

## Воинская служба
Сын немецкого эмигранта. Вольф начал служба в Куритибе в возрасте 18 лет в 15-м егерском батальоне (ныне там расквартирован 20-й механизированный батальон). В 1930 году он переехал в Рио-де-Жанейро и продолжил службу в военную полицию штата Рио-де-Жанейро. Участник Конституционалистской революции на стороне Временного правительства.
В 1944 году Вольф добровольно зачислился в Бразильский экспедиционный корпус (подчинялся 5-й армии США) в 1-ю роту 11-го пехотного полка (Сан-Жуан-дел-Рей, штат Минас-Жерайс). В сентябре 1944 года он прибыл в Италию в звании сержанта и начал службу, поучаствовав в более чем 30 разведывательных операциях в составе патрулей.
12 апреля 1945 года 11-й пехотный полк выполнял разведывательную миссию у Монтефорте и Рива-де-Бискайя (коммуна Монтезе) на так называемой «ничьей земле». Сержант Вольф направился добровольцем на миссию, приняв командование разведывательным патрулём, состоящим из 19 человек, которые отличались наличием боевого опыта, проявленного в других сражениях. В ходе миссии патруль был обстрелян немецкими пулемётчиками, и Вольф был смертельно ранен в грудь. Останки Вольфа так и не были найдены: предполагается, что его похоронили в братской могиле.
Вольф был вдовцом, на момент его смерти у него осталась 10-летняя дочь. Посмертно он был произведён во вторые лейтенанты.

## Память
- Имя Макса Вольфа было присвоено школе сержантов сухопутных войск Бразилии[порт.][6].
- В 2010 году указом №7118 учреждена медаль имени сержанта Макса Вольфа Филью[7]. Медаль присуждается вторым лейтенантам и сержантам сухопутных войск Бразилии в знак признания их преданности и интереса к профессиональному совершенствованию, эффективно преуспевшим в профессиональной деятельности и проявившие черты своего характера, как и сержант Макс Вольф Филью.
- В городе Сан-Паулу одна из муниципальных школ EMEI носит имя сержанта Макса Вольфа Филью[8][9].
- 20-й механизированный батальон в Куритибе также известен под названием «Батальон сержанта Макса Вольфа Филью» (порт. Batalhão Sargento Max Wolf Filho).

## Награды
Сержант Вольф, поддерживавший дисциплину и соблюдавший воинские обязанности, в том числе спасавший раненых, был отмечен командованием 5-й армии США и генералом Люцианом Траскоттом, за что был награждён рядом наград. Посмертно его наградили Медалями кампании и «Кровь Бразилии» и Военным крестом Бразилии. За несколько дней до смерти Вольф также был награждён Бронзовой звездой США.